# 新方舟賓館
新方舟賓館とは、中華人民共和国湖南省長沙市長沙県経済技術開発区に位置するホテル。30階建の高層ホテルであり、建築にかかった日数はわずか15日で世界最速であった。洞庭湖のほとりに立てられ総面積は18万3000平方メートルであり、マグニチュード9クラスの地震にも耐え得る従来の建築物の5倍の耐震性を持つ。